# Weltausstellung

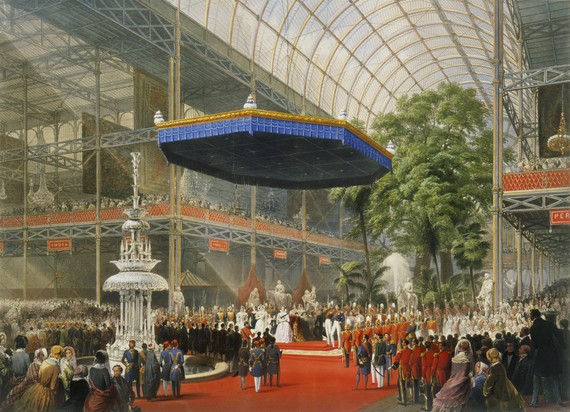
1851: Königin Victoria eröffnet die erste Weltausstellung in London im Kristallpalast

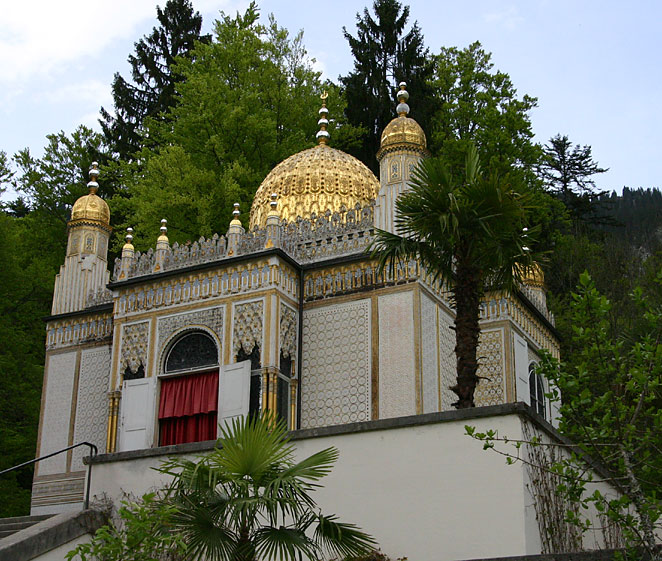
1867: Maurischer Kiosk, als preußischer Beitrag für die Weltausstellung in Paris geschaffen, später umgebaut und im Park von Schloss Linderhof aufgestellt

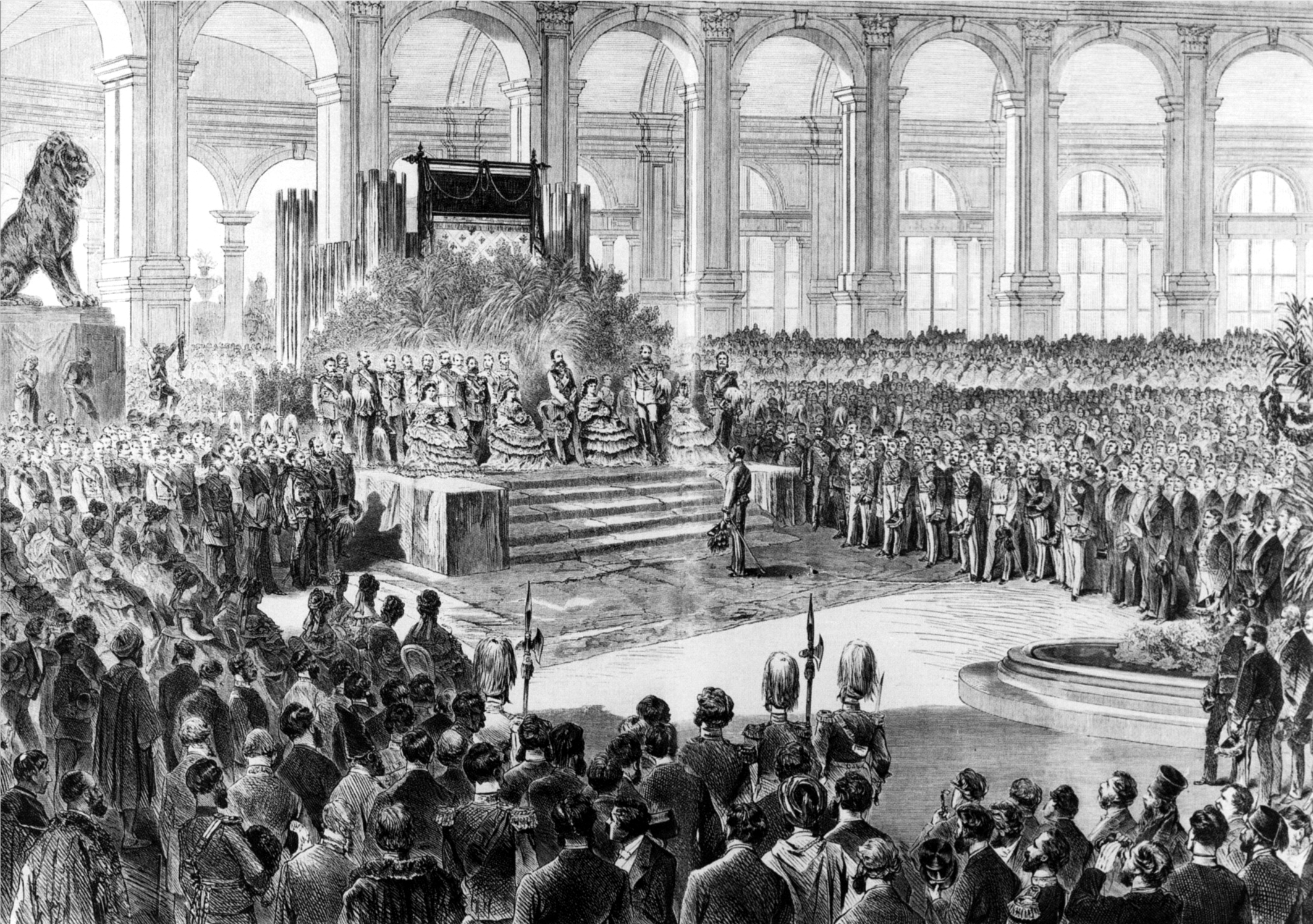
1873: Die Eröffnungszeremonie der Weltausstellung in Wien durch Kaiser Franz Joseph I. in der Rotunde

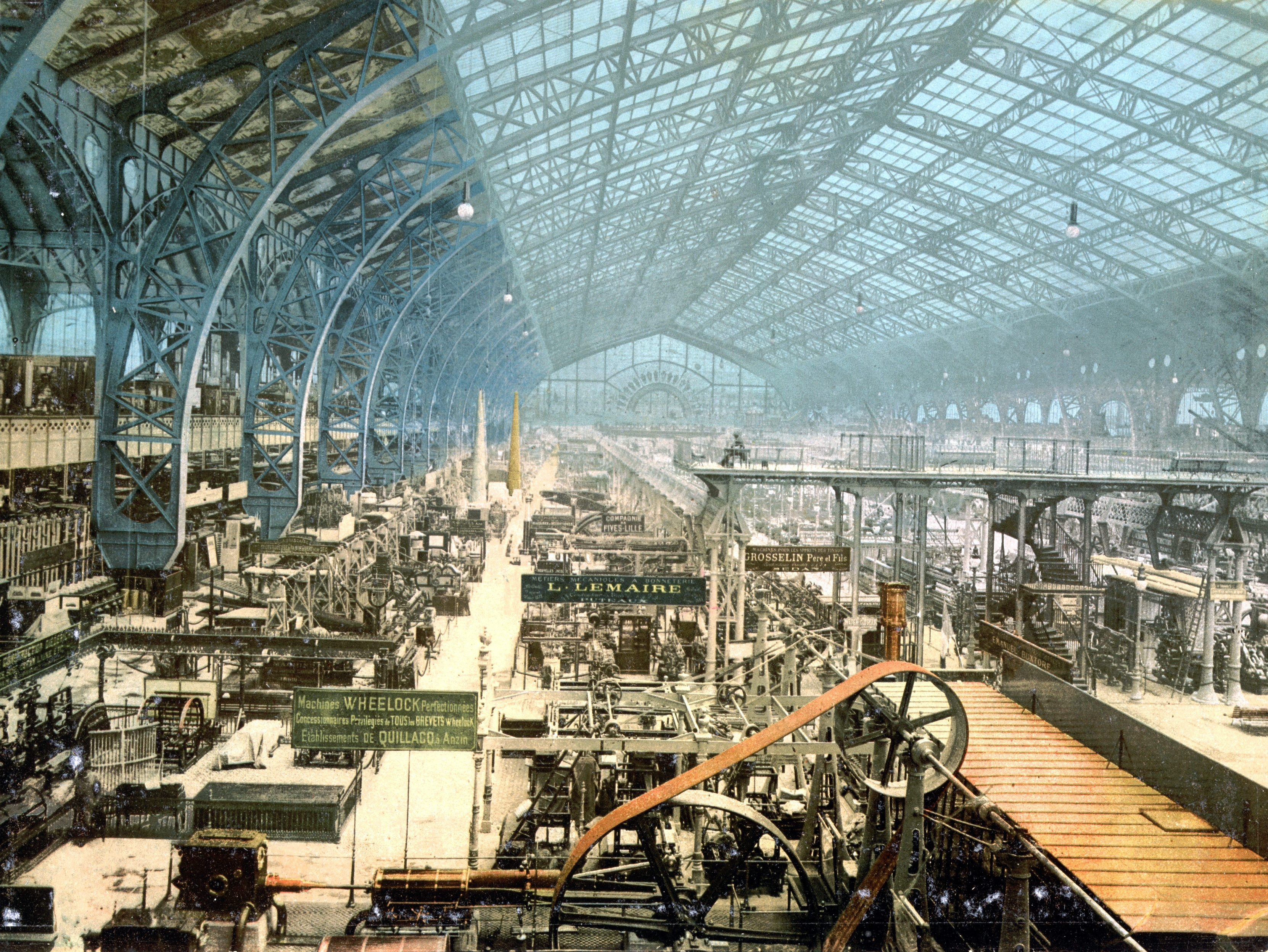
1889: Weltausstellung in Paris. Das Bild zeigt die Maschinenhalle, die 1910 abgerissen wurde.

1893: Weltausstellungsgelände in Chicago

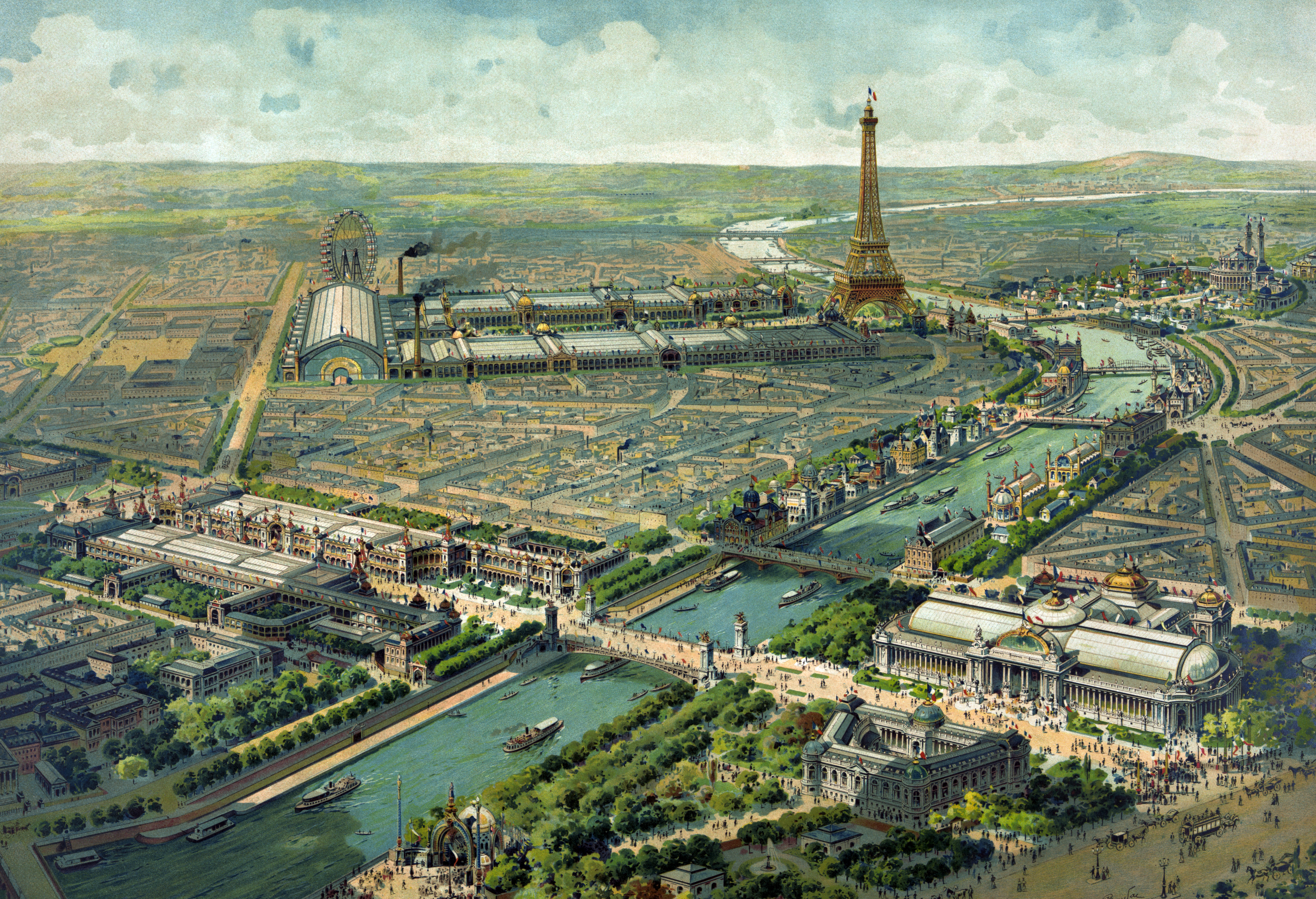
1900: Diese Pariser Weltausstellung war vom Art-Nouveau-Stil geprägt und zählte die Rekordzahl von 50 Millionen Besuchern.

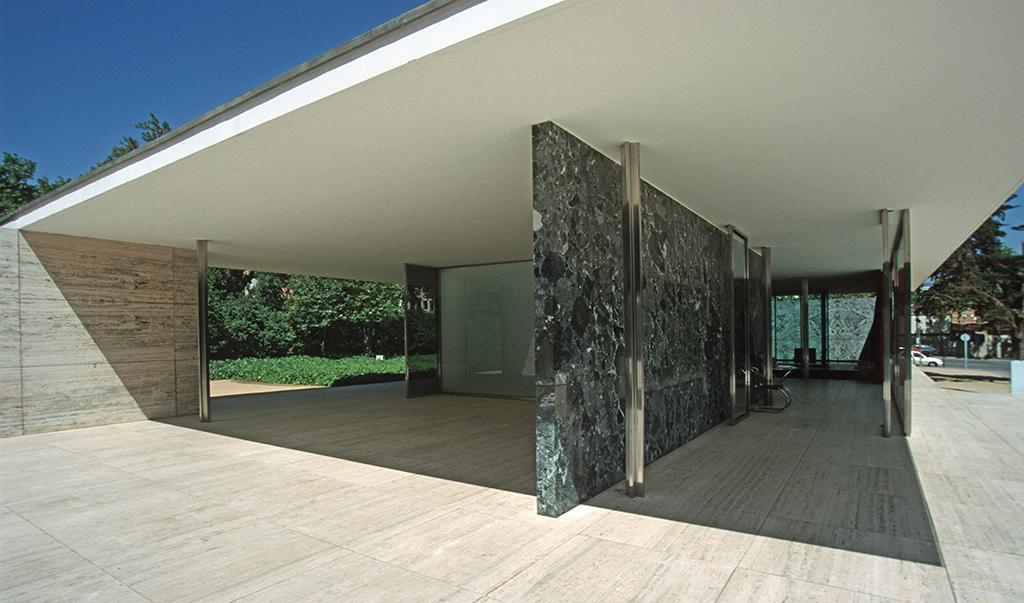
1929: Deutscher Pavillon auf der Weltausstellung in Barcelona von Mies van der Rohe (Rekonstruktion 1983–1986)

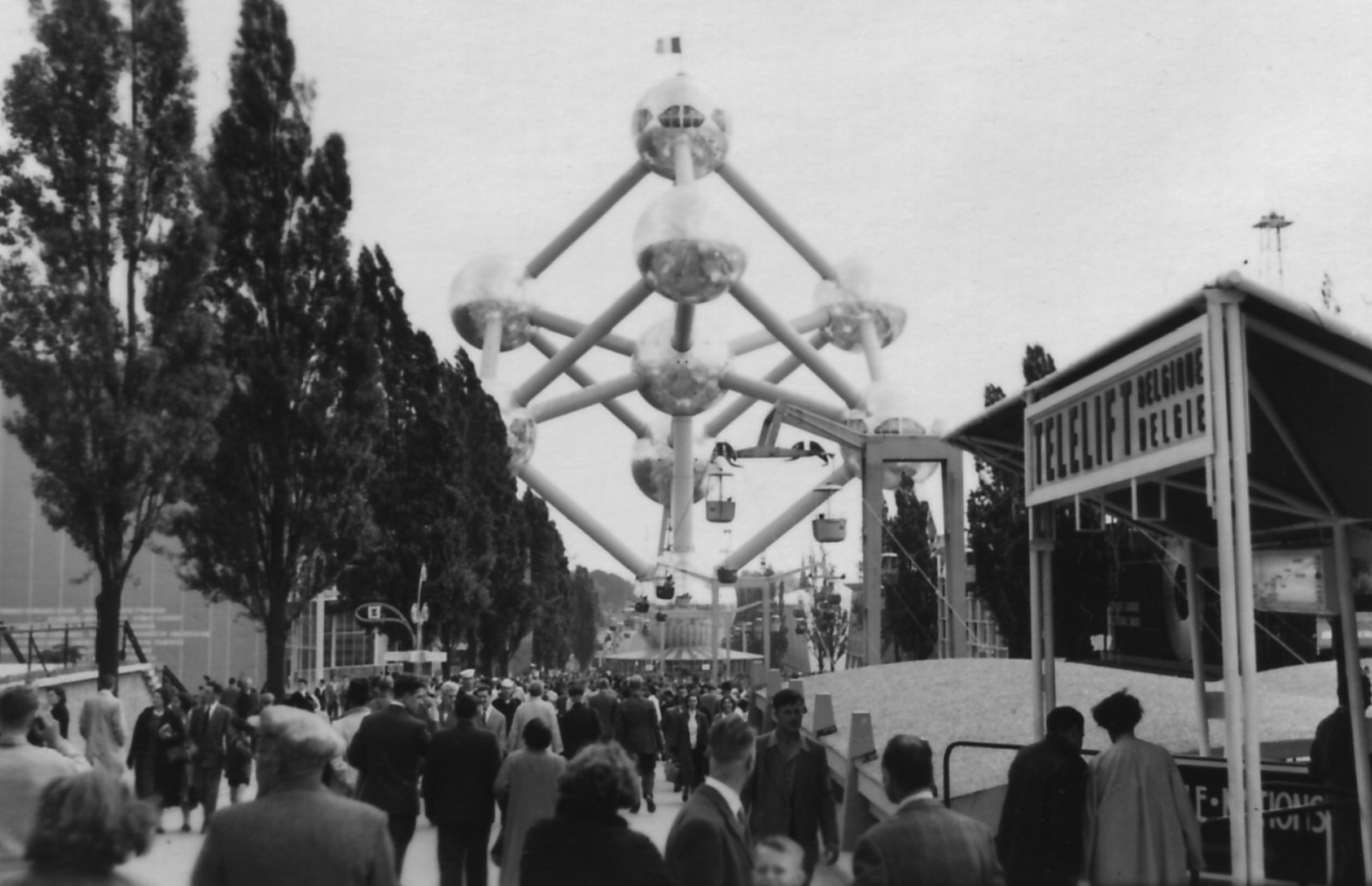
1958: Das Atomium während der Weltausstellung in Brüssel

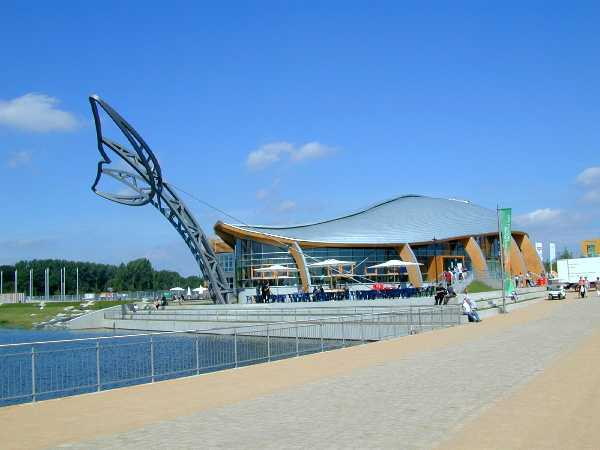
Expo 2000 in Hannover: Pavillon der Hoffnung (Expowal)

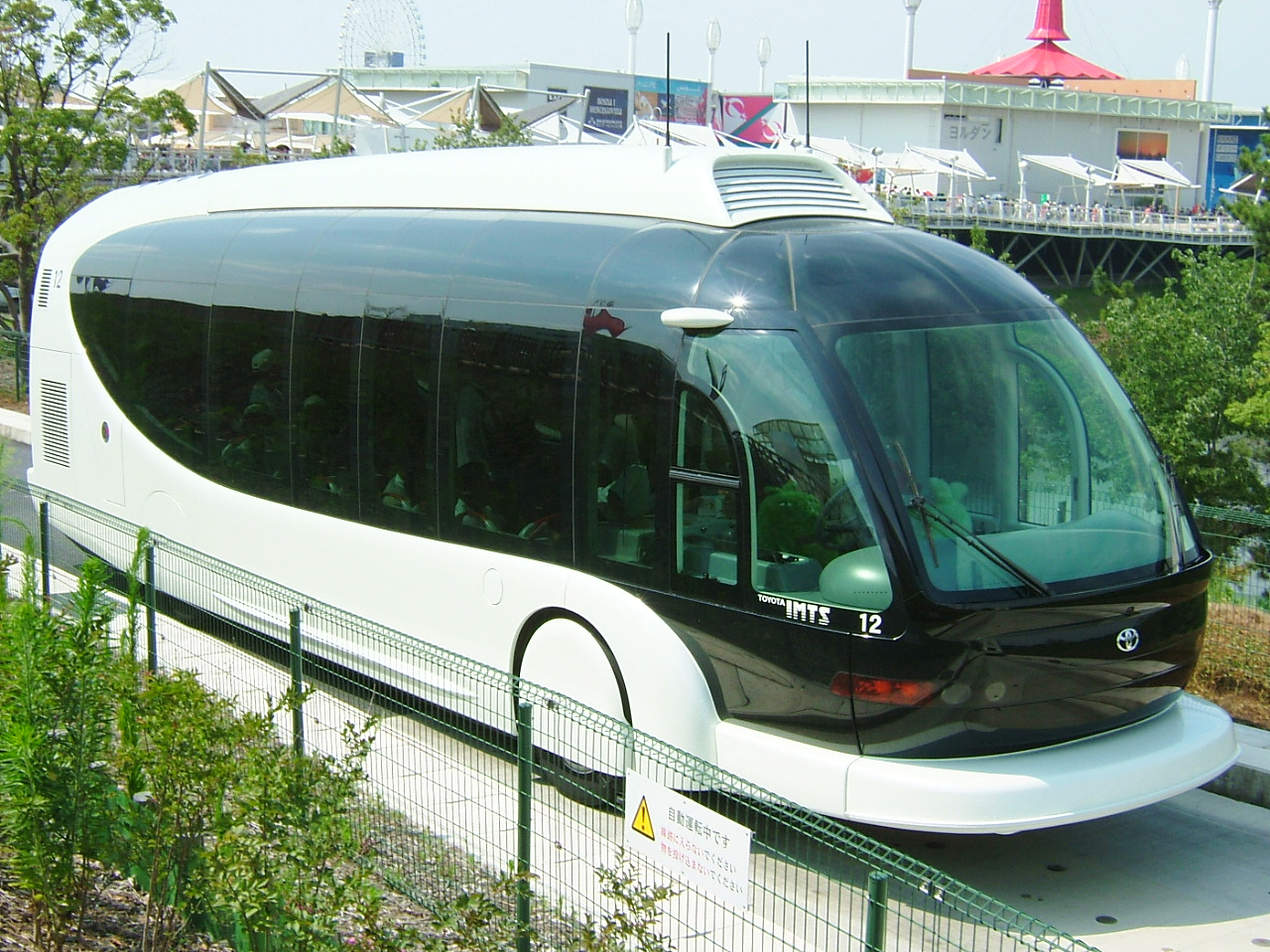
2005: auf der Expo 2005 in Nagakute und Seto, Japan, wurden vollautomatische Busse ohne Fahrer auf einer Strecke innerhalb des Expo-Geländes eingesetzt.

Die Weltausstellung, auch als Exposition Universelle Internationale, Exposition Mondiale (Expo) oder World’s Fair bezeichnet, ist eine internationale Ausstellung, die sich in der Zeit der Industrialisierung als technische und kunsthandwerkliche Leistungsschau etablieren konnte. Die Entstehung der Weltausstellung geht auf Prinz Albert, den Gemahl der britischen Königin Victoria, zurück. Im Londoner Hyde Park wurde die erste Ausstellung feierlich eröffnet.
Die offizielle Institution zur Vergabe der Weltausstellungen ist seit 1928 das Bureau International des Expositions (BIE). Die durch das BIE anerkannten Weltausstellungen dauern drei bis sechs Monate.
Weltausstellungen zeichnen sich oft durch interessante Architektur aus, die versucht, das Charakteristische des jeweiligen Landes auszudrücken. Die oft sehr aufwändigen und teuren Pavillonbauten werden nach den Ausstellungszeiten anstatt einer Wiederverwendung meistens abgerissen.

## Geschichte
Die erste Weltausstellung wurde auf Anregung Prinz Alberts 1851 im Londoner Hyde Park unter dem Titel Great Exhibition of the Works of Industry of All Nations abgehalten. Dort errichtete Joseph Paxton eigens für die Veranstaltung den Crystal Palace, den spektakulären Kristallpalast, ein 600 Meter langes Gebäude aus Glas und Eisen. Die ersten Ausstellungen vereinigten die Welt unter dem großen Dach eines einzigen Gebäudes. Mit der Ausstellung 1867 in Paris konnte der Platzbedarf so jedoch nicht mehr gedeckt werden, wodurch man sich gezwungen sah, für die teilnehmenden Länder separate Pavillons zu errichten. Dieses Konzept der Länderpavillons hat sich bis heute gehalten.
Bis 1914 gab es zahlreiche Weltausstellungen, von denen jede ein besonderes ideologisches Programm herausstellte: Paris (1855, 1867, 1878, 1889, 1900), Antwerpen (1885, 1894), Barcelona (1888), Berlin (1879), Brüssel (1888, 1897, 1910), Chicago (1893), Gent (1913), London (1862, auch die Colonial and Indian Exhibition 1886), Lüttich (1905), Mailand (1906), Melbourne (1880), Philadelphia (1876), St. Louis (1904), Wien (1873). Die Pariser Weltausstellung 1900 verzeichnete den Rekord von 50 Millionen Besuchern. Die heute noch nachhaltigste war die Pariser Ausstellung von 1889. Sie war der Anlass zur Errichtung des Eiffelturms. Bei der Ausstellung in Philadelphia 1876 konnten die USA erstmals ihre technisch-industrielle Potenz demonstrieren.
Seit 1867 zeigte sich das Bedürfnis gemeinsame Regeln für die Durchführung von Weltausstellungen zu entwickeln, weshalb der Generalkommissar des britischen Pavillons bei der Pariser Weltausstellung ein Memorandum herausgab, das von den Vertretern Österreichs, Preußens, Italiens, Russlands und der USA unterzeichnet wurde. Darin wurden drei Hauptziele künftiger Zusammenarbeit angesprochen: Die Kontrolle der Größe und Dauer von Weltausstellungen, die Rotation zwischen den Staaten und die Unterscheidung der verschiedenen Typen von Ausstellungen nach der Qualität der Exponate.
Deutschland startete 1912 eine weitere Initiative, die jedoch durch den Ausbruch des Ersten Weltkrieges nicht weiter verfolgt wurde.
Die Behandlung dieser Frage wurde in den 1920er-Jahren wieder aufgenommen und führte schließlich dazu, dass 31 Staaten am 22. November 1928 die Konvention zur Regelung internationaler Ausstellungen unterzeichneten. Diese Vereinbarung verpflichtet die Unterzeichner, ihre Bestimmungen auf alle internationalen Ausstellungen anzuwenden, die weder kommerzieller noch künstlerischer Natur sind und über drei Wochen dauerten. Darin wurden die einzelnen Typen von Ausstellungen beschrieben, ihre Häufigkeit sowie Regeln sowohl für die Veranstalter als auch für die Teilnehmer festgelegt und das BIE als Aufsichtsbehörde eingesetzt, um die Einhaltung der Konvention durch alle Beteiligten sicherzustellen.
Dies war jedoch nicht das Ende der Entwicklung, da es in der Folge zu zahlreichen Änderungen dieser Vereinbarung kam, wobei 1988 die Abgrenzung zwischen „Registrierten Ausstellungen“, d. h. allgemeinen Weltausstellungen, und „Anerkannten Ausstellungen“, d. h. internationalen Spezialausstellungen, festgelegt wurde. Dies nicht zuletzt, um dadurch die Kosten für Veranstalter und Teilnehmer zu verringern.

## Ausstellungen
Das BIE betreut insgesamt vier Arten von Ausstellungen:
„Registrierte“ Weltausstellungen („World Expo“) haben ein Thema von globalem Interesse, sind nationale Ereignisse, die in einer bestimmten Stadt veranstaltet werden, finden im Abstand von etwa 5 Jahren statt, sind flächenmäßig nicht beschränkt und dauern bis zu sechs Monate.
Teilnehmer sind Länder, internationale Organisationen, Firmen, die Zivilgesellschaft und Nichtregierungsorganisationen, die ihre eigenen Pavillons errichten und Veranstaltungen organisieren können. Weltausstellungen ziehen im Schnitt 15 bis 20 Millionen Besucher an, wobei in Shanghai 2010 sogar 73 Millionen Besucher gezählt wurden. Nebenbei dienen sie auch der Verwirklichung städtebaulicher, verkehrsmäßiger und touristischer Strukturverbesserungen. Erst nach 15 Jahren kann eine weitere Weltausstellung in derselben Stadt veranstaltet werden.
„Anerkannte“ Internationale Spezialausstellungen („Specialised Expos“) haben spezifische Themen, finden zwischen zwei Weltausstellungen statt, sind räumlich auf 25 Hektar beschränkt, können bis zu drei Monate dauern, wobei der Veranstalter den Teilnehmern Platz innerhalb von beigestellten Pavillons zur Verfügung stellt.
Darüber hinaus regelt das BIE noch zwei weitere internationale Ausstellungen, die den Weltausstellungen in Dauer und internationaler Teilnahme ähnlich sind:
Seit 1933 die „Triennale di Milano“ und seit 1959 auch die internationalen Gartenbauausstellungen, die gemeinsam mit der International Association of Horticultural Producers (AIPH) – einer 1948 in der Schweiz gegründeten internationalen Organisation – veranstaltet werden.

## Thematische Schwerpunkte
Die ursprüngliche Konzeption zielte primär auf die Präsentation der industriellen und gewerblichen Leistungsfähigkeit und auf die Demonstration neuer technischer Entwicklungen ab, um ein weltweites Publikum zu beeindrucken und um Exportmöglichkeiten zu erschließen.
Die Tatsache, dass sich die Welt in einem ständigen Wandel befindet, führte zu einer Verlagerung des Schwerpunktes der Themen der vom BIE betreuten Ausstellungen hin zu grundsätzlichen, die ganze Menschheit betreffenden Fragen, wie der Sorgen wegen der wachsenden wirtschaftlichen Ungleichheit oder der bedrohlichen Umweltproblematik, wodurch sich die Weltausstellungen zu internationalen Plattformen zur Analyse, Entwicklung, Erziehung und Kommunikation grundsätzlicher Fragen entwickelt haben.
So lautete etwa das Thema einer Weltausstellung in Paris „Künste und Technik angewendet im modernen Leben“ und in Brüssel „Bilanz der Welt – für eine menschlichere Welt“.
Eine allgemeine thematische Schwerpunktsetzung erfolgte im Jahre 1972 durch einen Beschluss des BIE, die Erziehung als Ziel der Weltausstellungen zu unterstreichen, während 1994 festgehalten wurde, dass Weltausstellungen die drängenden Probleme der Gegenwart wie etwa die Herausforderung des Umweltschutzes ansprechen sollen. Rezente Weltausstellungen befassten sich daher u. a. mit Urbanismus (Expo Shanghai 2010) oder mit Ernährung (Expo Mailand 2015).
Das aus der ursprünglichen Konkurrenz zwischen zwei von Österreich bzw. von Ungarn etwa gleichzeitig für das letzte Jahrzehnt des 20. Jahrhunderts geplanten Weltausstellungen entstandene einmalige Sonderprojekt einer gemeinsamen Weltausstellung EXPO ’95, die 1995 in zwei verschiedenen Staaten, gleichzeitig in Wien und Budapest stattfinden sollte, scheiterte an den Finanznöten des ungarischen Partners und an der Ablehnung des Projektes durch die Wiener Bürger in einer Volksbefragung vom 14. bis 16. Mai 1991.
Die bislang letzte Weltausstellung in Deutschland war die Expo 2000 in Hannover. Davor hatte es bereits vier Weltausstellungen in Deutschland gegeben, drei in Berlin (davon einmal BIE-unterstützt) und eine in München.
Die jüngste Weltausstellung ist die Expo 2025 in Osaka.
Die bisher vom BIE betreuten rund 50 Weltausstellungen verbanden die Idee von technischer Faszination mit kulturellen Veranstaltungen und Unterhaltung. Oft wurden Erlebnisparks, Schauarchitekturen und Völkerschauen eingerichtet, die den Weltausstellungen den Charakter von großen Jahrmärkten gaben.

## Neuheiten
Auf Weltausstellungen gezeigte Weltneuheiten und noch bekannte Bauwerke sind:
| Jahr | Ausstellung                              | Neuheiten und Bauwerke |
| ---- | ---------------------------------------- | --- |
| 1851 | London                                   | der Kristallpalast (1936 abgebrannt) |
| 1853 | New York                                 | der New York Crystal Palace (Gebäude 1858 abgebrannt), McCormick-Mähmaschine, OTIS-Lastenaufzug |
| 1855 | Paris                                    | Betonboot, Espressomaschine, Zündhölzer |
| 1862 | London                                   | Nähmaschine, Lenoir-Gasmotor (Auszeichnung) |
| 1867 | Paris                                    | Eiscreme-Soda, Saugwind-Harmonium, Flugkolbenmotor, Velocipede von Michaux |
| 1873 | Wien                                     | Rotunde (1937 abgebrannt) |
| 1876 | Philadelphia                             | Telefon |
| 1878 | Paris                                    | Eisschrank und Vorläufer des Plattenspielers |
| 1883 | Amsterdam                                | Lippenstift |
| 1889 | Paris                                    | der Eiffelturm und die Galerie des Machines |
| 1893 | Chicago                                  | Reißverschluss, Riesenrad, elektrischer Stuhl, Geschirrspülmaschine |
| 1894 | Mailand                                  | erste Pendelseilbahn für den Personentransport |
| 1900 | Paris                                    | Grand Palais, Petit Palais, Gare d’Orsay, Pont Alexandre III, Metro, Vorläufer der Rolltreppe, Krimsekt, Oberleitungsbus, Lohner-Porsche (Hybridauto), Brillantine, Eisenbahnbrücke von Krasnojarsk |
| 1904 | Louisiana Purchase Exposition, St. Louis | zeitgleich mit den Olympischen Sommerspielen 1904 – Orgel des Wanamaker Department Store (Philadelphia)                                                                                             |
| 1906 | Mailand                                  | Pavillon Marina |
| 1909 | Seattle                                  | Briefmarkenautomat |
| 1915 | San Francisco                            | der Tower of Jewels und der Palace of Fine Arts |
| 1925 | Paris                                    | Hôtel d’un Collectionneur |
| 1926 | Philadelphia                             | Tonfilm und elektrische Schreibmaschine |
| 1929 | Barcelona                                | Deutscher Pavillon |
| 1937 | Paris                                    | Palais de Chaillot |
| 1958 | Brüssel                                  | Atomium |
| 1962 | Seattle                                  | Space Needle |
| 1967 | Montreal                                 | Atomuhr |
| 1982 | Knoxville                                | Sunsphere |

## Andere Ausstellungen

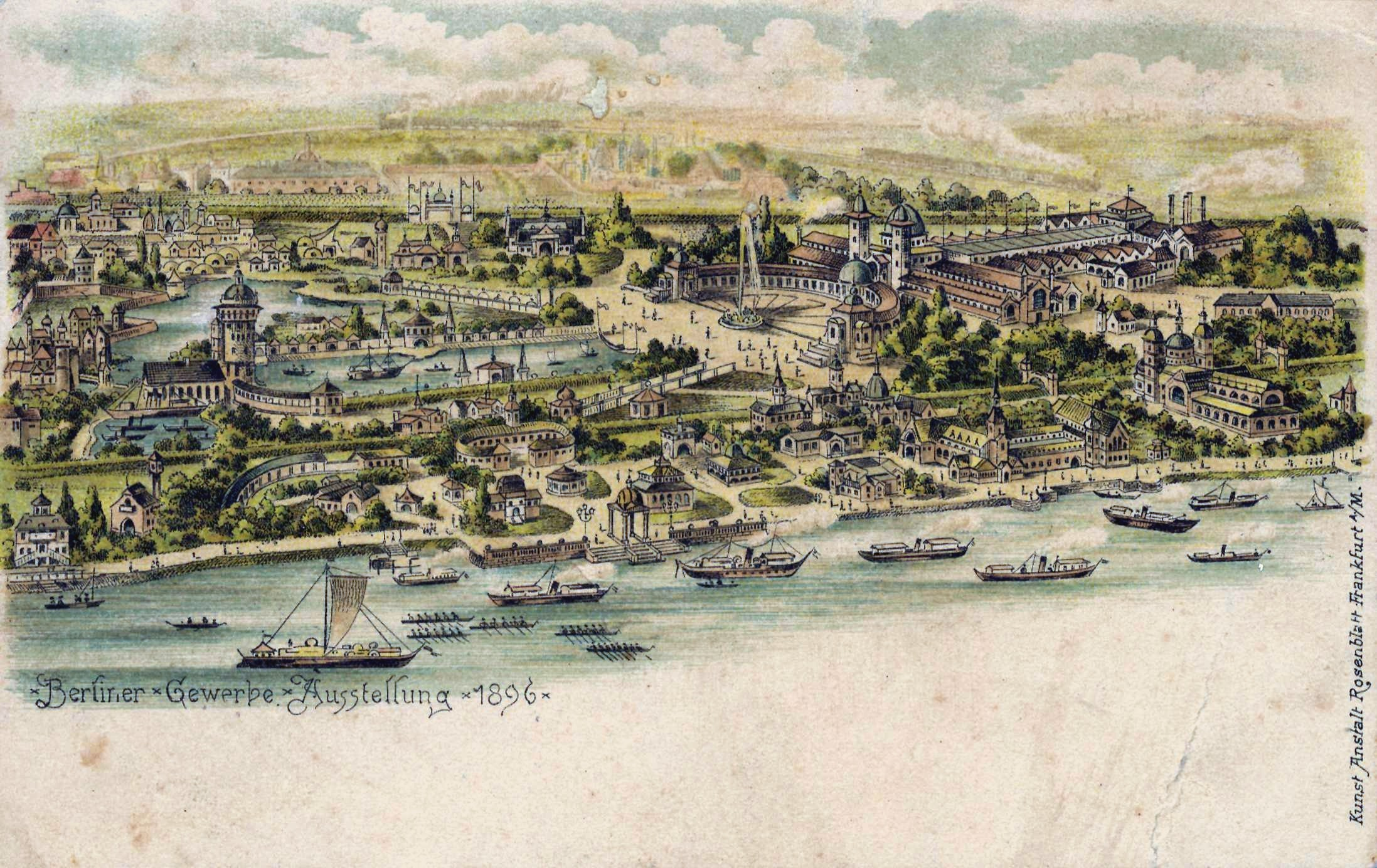
Die Berliner Gewerbeausstellung, 1896

Die Berliner Gewerbeausstellung von 1896 wird auch als „verhinderte Weltausstellung“ bezeichnet, da Kaiser Wilhelm II. eine Weltausstellung nicht wünschte, die Berliner Kaufleute aber dennoch eine Ausstellung der gleichen Größenordnung ausrichteten. Mit einem Areal von 900.000 m² wurden alle früheren Weltausstellungen überboten.
Die Pariser Kolonialausstellung (Exposition coloniale internationale) von 1931 wurde im Stil einer Weltausstellung gestaltet, ohne so bezeichnet zu werden. Hier präsentierten die Kolonialmächte sich und ihre Kolonien.
Die Biennale in Venedig und die documenta in Kassel griffen ebenfalls die Idee der Weltausstellungen auf, sie konzentrieren sich dabei jedoch auf die bildenden Künste.
Die 6. Schweizerische Landesausstellung 2002 war trotz ihrer Bezeichnung Expo.02 keine Weltausstellung. Sie fand in Biel, Neuenburg, Murten und Yverdon-les-Bains statt. Ebenso war die Schweizerische Landesausstellung Expo von 1964 (heute zur Unterscheidung auch Expo 64 genannt) keine Weltausstellung.